# Erna Stahl
Erna Stahl (* 15. Februar 1900 in Hamburg; † 13. Juni 1980 ebenda) war eine deutsche Reformpädagogin; sie gehörte zum Umfeld der Weißen Rose Hamburg.

## Leben und Wirken
Erna Stahl wuchs als Tochter einer Wiener Violinistin aus dem Arbeitermilieu und eines Lübecker Konzertagenten im Hamburger Stadtteil St. Pauli auf. Bereits in ihrer Kindheit zeigte sich ein lebhaftes Interesse an Literatur und am Theater. Nach dem Besuch einer privaten Mädchenschule (Anna Kraut) begann sie zunächst eine Ausbildung zur Lehrerin am Lehrerinnenseminar Hoheweide, später an der Freiligrathstraße, brach diese aber ab, um sich als Gasthörerin an der Hamburger Universität einzuschreiben. In ihren jüngeren Jahren hatte sie Kontakt zu dem Pastor Wilhelm Heydorn. Sie besuchte dessen künstlerisch gestaltete Gottesdienste und nahm an dessen Jugendkreis, dann auch an einem Kreis junger Mädchen teil, die dem Pastor bei sozialen Aufgaben halfen. Um die Voraussetzung für ein angestrebtes Vollstudium zu erfüllen, besuchte Erna Stahl für ein halbes Jahr, von Michaelis 1923 bis Ostern 1924, das Staatliche Lyzeum an der Hansastraße (heute: Helene-Lange-Gymnasium).
Nach dem dort erlangten Abitur setzte sie das Studium fort mit den Fächern: Deutsch, Geschichte, Kunstgeschichte und Philosophie. Als Werkstudentin verdiente Erna Stahl ihren Lebensunterhalt mit dem Erteilen von Deutsch- und Geschichtsunterricht (Lehranstalt Jessel) und mit Klavierspiel auf Gesellschaften. Während ihres Studiums entwickelte sie in gegenseitiger Anregung mit ihrer Freundin und späteren Kollegin der Lichtwarkschule, Hildegard Meyer[-Froebe], ein besonderes Interesse an Anthroposophie. Mit ihr verbrachte sie ein Semester an der Universität Wien. Der Bezug zu dieser Stadt, dem Herkunftsbereich ihrer Mutter, war für Erna Stahl zeitlebens bedeutsam. Nach dem im Sommer 1928 abgelegten ersten Examen für das Lehramt an höheren Schulen begann im Herbst an der Klosterschule und an der reformpädagogisch ausgerichteten Lichtwarkschule (heute: Heinrich-Hertz-Schule) in Hamburg-Winterhude ihre Vorbereitungszeit als „Kandidatin“, die sie mit der pädagogischen Prüfung am 8. März 1930 abschloss.

### Lehrtätigkeit 1930–1943
Mit der Übernahme einer Sexta begann die eigentliche Lehrtätigkeit Erna Stahls an der Lichtwarkschule. Mit dieser Klasse blieb Erna Stahl zeitlebens in einer besonderen Verbindung. Eine Zeit lang war sie auch die Deutschlehrerin von Helmut und Loki Schmidt. Erna Stahl unterrichtete das Fach Kulturkunde – ein Zusammenschluss der Fächer Deutsch, Geschichte und Religion. Diese Kombination wurde nach 1933 abgeschafft. Innerhalb des Kreises überwiegend älterer, männlicher Kollegen erwarb Erna Stahl sich durch ihren gründlichen, anspruchsvollen Unterricht bald eine anerkannte Stellung. Durch Theateraufführungen und Beiträge in der Hamburger Lehrerzeitung gewann sie auch öffentliche Aufmerksamkeit. Den zeitbedingten Deformationen in der NS-Zeit auch an dieser modernen Schule – erkennbar u. a. durch die Absetzung des Schulleiters Heinrich Landahl im Sommer 1933 – hielt sie souverän stand, indem sie – wie auch einige andere Lehrer – den Hitlergruß vermied und noch eine relativ offene Gesprächsatmosphäre beibehielt. 1935 wurde Erna Stahl an die damalige Oberrealschule für Mädchen im Alstertal, Hamburg-Fuhlsbüttel, strafversetzt. Offizieller Grund dafür war die Teilnahme an einem privaten Treffen einiger Kollegen bei der bereits observierten Biologielehrerin Ida Eberhardt. Sie hielt danach den Kontakt mit ihrer alten Klasse der Lichtwarkschule aufrecht und unternahm in den Osterferien 1936 mit einigen dieser Schüler eine Studienfahrt nach Berlin, um ihnen Originale der modernen Maler zu zeigen und Theateraufführungen (Faust und Romeo und Julia) zu besuchen. Aus ihrem Unterricht war ein Lesekreis hervorgegangen. Private Treffen gab es schon vor 1935 und auch über 1936 hinaus. Allerdings war das Schuljahr 1935/36 prägnant, weil hier die Treffen regelmäßig wöchentlich stattfanden; fast die ganze Klasse nahm daran teil, auch die Schüler, die im Krieg die Widerstandsgruppe bildeten, die von den Historikern nach 1945 die Hamburger Weiße Rose genannt wurde. Dies waren Traute Lafrenz und Heinz Kucharski sowie später Margaretha Rothe, die seit Ende 1936, also nach Erna Stahls Strafversetzung, die Lichtwarkschule besuchte. Bei diesen bis 1938/39 in unterschiedlichen Abständen stattfindenden Leseabenden, an denen später gelegentlich auch ältere Lichtwarkschüler teilnahmen, wurden neben einigen Geschichtsthemen sowohl Werke der klassischen als auch der modernen Literatur und expressionistischen Malerei behandelt.
In der Oberrealschule (seit 1937 „Oberschule“) für Mädchen im Alstertal (in einer Schulgemeinschaft mit der Jungenschule) setzte Erna Stahl einen kulturbewussten Unterricht fort, den sie nach Möglichkeit von nationalsozialistischen Infiltrationen freihielt. Im Rückblick (2008) stellte eine Schülerin aus der letzten Abiturklasse (1943) vor Erna Stahls Inhaftierung noch einmal deren nachwirkende Verdienste heraus:

„Jenseits aller damals vorgeschriebenen Ideologie hat sie uns mit den großen Strömungen der europäischen Geistesgeschichte, mit Epochen, Repräsentanten, mit Kunstwerken und Dichtung so vertraut gemacht, daß wir nach 1945 ohne Bruch, ohne Re-Education das Erbe weitergeben konnten. Dieses große Geschenk eines ideologiefreien, musisch geprägten, wunderbar menschenbildenden Unterrichts haben wir als Schüler, fürchte ich, einfach als selbstverständlich hingenommen und erst später, in der Rückschau, als das große Privileg erkannt, das es war.“

Mit ihren Schülerinnen ergaben sich ebenfalls einige private Kontakte mit Literatur- und Kunstbetrachtungen und Theaterbesuchen. Im Kollegium entwickelte sich eine fachliche und persönliche Partnerschaft zwischen Erna Stahl und Hilde Ahlgrimm.
Erna Stahl wurde erst 1941 – allerdings sogar ohne NSDAP-Zugehörigkeit – in ein Beamtenverhältnis übernommen und 1942 zur Studienrätin ernannt.

### Inhaftierung
Am 4. Dezember 1943 wurde Erna Stahl von der Gestapo verhaftet und in das Gestapogefängnis Hamburg-Fuhlsbüttel (Kolafu) verbracht. Nachdem die polizeilichen Voruntersuchungen im Sommer 1944 weitgehend abgeschlossen waren, wurde das Verfahren dem Oberreichsanwalt und dem Volksgerichtshof übergeben. Damit erfolgte, nach einer elfmonatigen Einzelhaft mit zeitweiliger Dunkelhaft, die Überstellung Erna Stahls und weiterer 18 Angeklagten in das Untersuchungsgefängnis Hamburg-Stadt.
Von Hamburg aus wurden die neun weiblichen Häftlinge kurzzeitig nach Berlin gebracht, wo der Prozess ursprünglich stattfinden sollte, dann weiter in das Frauenzuchthaus Cottbus transportiert, wo der Volksgerichtshof tagen sollte. Vor der herannahenden Roten Armee wurde Erna Stahl Anfang 1945 zunächst nach Leipzig-Kleinmeusdorf und von dort aus weiter in das Zuchthaus St. Georgen in Bayreuth verlegt. Hier wurde ihr die Anklageschrift vom 23. Februar 1945 (in der „Hochverratssache“ gegen: Heinz Kucharski, Margaretha Rothe, Erna Stahl, Rudolf Degkwitz (junior), Hildegard Heinrichs) zugestellt; diese enthielt die Anklagepunkte: Vorbereitung zum Hochverrat, Feindbegünstigung, Wehrkraftzersetzung, Rundfunkverbrechen. Der Staatsanwalt stellte abschließend fest, dass ihre „Tätigkeit als planmäßige Verseuchung der Jugend gewertet werden muß“. Angesichts dessen musste Erna Stahl mit der Todesstrafe rechnen. Am 14. April 1945 wurde sie jedoch zusammen mit anderen Häftlingen von amerikanischen Truppen befreit, während am 17. April 1945 in dem noch nicht befreiten Hamburg der Prozess vor dem dort tagenden Volksgerichtshof stattfand, allerdings in Abwesenheit der drei weiblichen Angeklagten. (Die Mitangeklagte Margaretha Rothe, in der Haft schwer erkrankt, verstarb am 15. April in Leipzig.) Nach einem mehrwöchigen Rückweg, den Erna Stahl zusammen mit ihrer Mitgefangenen Ursula de Boor zum Teil zu Fuß zurücklegte, meldete sich Erna Stahl in der Hamburger Schulverwaltung zurück.
Über die Umstände ihrer Inhaftierung geben einige deutliche Mitteilungen Aufschluss, zu denen Erna Stahl sich nach 1945 herausgefordert sah, während sie im Allgemeinen in diesem Bereich Verschlossenheit zeigte. Nach ihrer Darstellung wurde sie in der Untersuchungshaft bei der Gegenüberstellung mit ihrem ehemaligen Schüler Heinz Kucharski sehr stark belastet, indem dieser an Stelle des Vernehmungsbeamten das Verhör führte und dabei Inhalte aus vertraulichen Gesprächen preisgab. Kucharski gab später an, hierbei eine bewusste Technik verfolgt zu haben, um die Ermittlungen in die Länge zu ziehen.

### Wirken 1945–1965
Zum Wiederbeginn des Unterrichts an den Hamburger Schulen nach dem Ende des Zweiten Weltkrieges wurde Erna Stahl im September 1945 zunächst vorläufig die Leitung der Oberschule für Mädchen im Alstertal übertragen; 1947 erfolgte die Überleitung zur Oberstudiendirektorin. Zwischenzeitliche Überlegungen seitens der Schulverwaltung und eines Arbeitskreises von ehemaligen Lichtwarkschülern und -lehrern, die nach 1937 abgeschaffte Lichtwarkschule wieder zu beleben, wurden aus unterschiedlichen Gründen, so auch von Erna Stahl, abgelehnt. Dagegen verwirklichte Erna Stahl gemeinsam mit Hilde Ahlgrimm ein mit Hildegard Meyer-Froebe geplantes, bereits 1946 beantragtes und Ende 1949 genehmigtes Schulprojekt, das vorsah, innerhalb der Oberschule einen „Schulversuch“ (mit der Möglichkeit eines Volks- bzw. Mittelschulabschlusses) einzurichten. Damit wurde zu Ostern 1950 in Hamburg die erste frühe Form einer kooperativen Gesamtschule geschaffen. Inhaltlich bestand eine „ganzheitliche“, musische und soziale Ausrichtung, die insbesondere im „Schulversuch“ eine eigenständige Anverwandlung von Elementen der Reformpädagogik in der Lichtwarkschule mit denen der Waldorfpädagogik – bei dezidiert christlicher Orientierung – erkennen ließ. Persönlich grenzte Erna Stahl sich von einer Zuordnung als Anthroposophin ab.
Abgesehen von dieser Schulgründung ergriff Erna Stahl in der unmittelbaren Nachkriegszeit zahlreiche Initiativen, mit denen sie zur Erneuerung des Schulwesens beitrug, insbesondere durch Berichte an die Schulbehörde, Schaffung eines Lesebuches (Im Kreislauf des Jahres) für die Oberschulen innerhalb der Britischen Besatzungszone, Einführung der Koedukation, Mitarbeit in der VVN, Herausgabe des Aufsatzbandes Jugend im Schatten von gestern, Mitarbeit im Goetheausschuss zu den Goethefeiern 1949 sowie durch ihre Stellungnahme im „Hamburger Schulprozess“ von 1950. 1953 führte Erna Stahl in ihrer Schule eine neue Form des Abiturs mit Gemeinschaftsprüfungen ein. 1954 wurde erstmals das Sozialpraktikum als eine Form der Klassenreise in einer 12. Klasse durchgeführt. Seit 1953 wurde in einem benachbarten Stadtteil ein Schulneubau errichtet (Struckholt, Hamburg-Kl.-Borstel), der am 8. Februar 1958 nach Albert Schweitzer benannt wurde (Albert-Schweitzer-[Ober]schule, später: Albert-Schweitzer-Gymnasium). Für diese Namensnennung hatte Erna Stahl eine Ausnahmegenehmigung erwirkt, da es in Hamburg nicht üblich ist, öffentliche Einrichtungen nach noch lebenden Personen zu benennen. Albert Schweitzer stattete dieser Schule am 3. Oktober 1959 einen Besuch ab.

### Ruhestand 1965–1980
1965 wurde Erna Stahl in den Ruhestand versetzt. Im Verlauf von schulpolitischen Auseinandersetzungen wurde der „Schulversuch“ aus der damaligen Albert-Schweitzer-[Ober]schule herausgelöst und in ein anderes Gebäude (Schluchtweg) verlegt. Mit dieser neugeschaffenen Albert-Schweitzer-Schule (Gesamtschule besonderer pädagogischen Prägung und Grundschule), die sich noch in der Gegenwart (2011) auf Erna Stahl beruft, hielt sie den Kontakt aufrecht, während sie sich von der von ihr aufgebauten Schule (Albert-Schweitzer-Gymnasium) distanzierte.
Eine Anerkennung ihres Wirkens nach 1945 spiegelt sich in einem liebenswürdigen Gedicht wider, das eine ehemalige Kollegin zu Erna Stahls 70. Geburtstag verfasste:
Zum 15. Februar 1970

Singe, o Muse, von tapferen Männern und Frauen, / die in Geschichte gewirkt, Großes und Hohes vollbracht. / Doch nimmer vergesse zu künden vom Struckholt, der Schule in Borstel, / die da geblühet in Freude und reich an lebendiger Kraft. / Erzähle, o Muse, von Festen, von herrlichen Klängen und Tänzen, / die für die Schüler geplant, auch für die Lehrer ein Fest. / Und sag’ auch von Reisen und Fahrten und mondenhellen Nächten, / die der Sonne geweiht, umwandelnd das Rund des Zenits. / Vergiß nicht zu künden von Mühsal, von großer Geduld und vom Ernste, / mit dem auch das Kleinste geschah, immer zum Wohle fürs Kind. / So wirkte in zweimal zehn Jahren recht sehr in der Stille, / freudig sich mühend Frau Stahl, rastlos mit eigenem Mut. / Und es erstrahlte das Licht, das sie schuf und auch weckte, / in die Herzen der Kinder zurück und auch der ganzen Gemeinde, / die da erkannte, was hier ward getan in der Not nach dem Kriege. / Heute nun schaut sie zurück auf ein bedeutsames Leben, / regsam und voller Zutraun, wie es ihr eigen, / auf die Kette und Muster, die das Schicksal gewirkt. / Möge das nächste Jahrzehnt ihr bringen Wohlsein und Freude / mit der Gefährtin vereint, / wirkend in anderem Kreis. / Dieses wünschet mit dankbaren Grüßen die Kleine, / die Pegasus’ Roß heute nur zögernd bestiegen - / um Vergebung bittend wegen des holpernden Reims.
Nach ihrer Pensionierung unternahm Erna Stahl wie bereits während ihrer Dienstzeit zusammen mit ihrer Gefährtin Hilde Ahlgrimm zahlreiche Reisen, die auf eine Gesamterfassung der europäischen Kultur ausgerichtet waren. Im April 1975 fanden die beiden Schuljubiläen statt, bei denen Erna Stahl jeweils die Gedenkansprachen hielt: Die Feier zum 50. Jahrestag des Einzugs der Lichtwarkschule in ein von Fritz Schumacher neu erbautes Schulhaus sowie der 25. Jahrestag der Eröffnung des Schulversuchs der Albert-Schweitzer-Schule. Darüber hinaus nahm Erna Stahl bis zu ihrem Lebensende kritisch am öffentlichen Leben teil.
Erna Stahl starb 1980 und wurde ihrem Wunsch gemäß auf dem Friedhof Ohlsdorf anonym begraben.

## Ehrungen

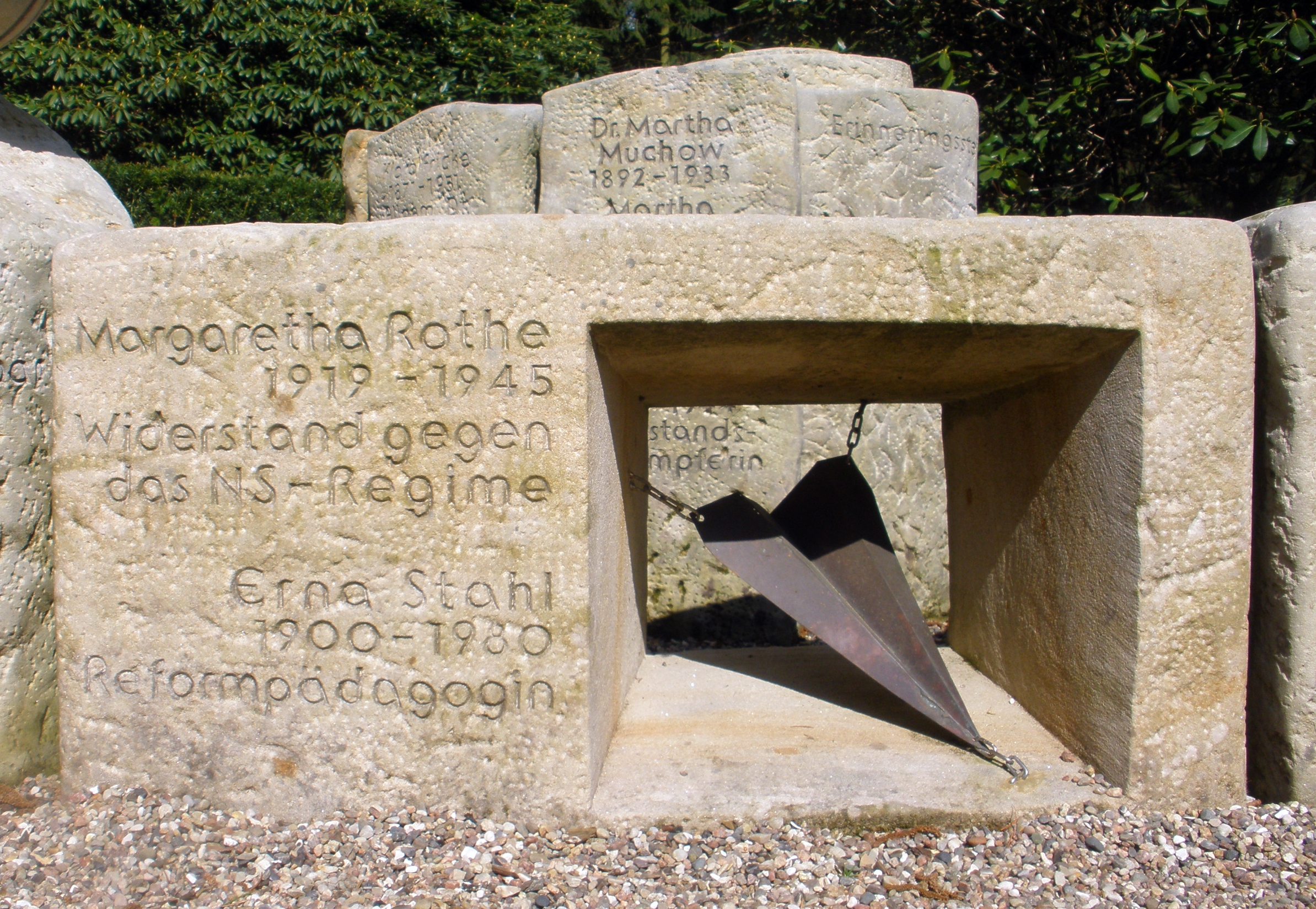
Erinnerungsstein für Erna Stahl und Margaretha Rothe auf dem Friedhof Ohlsdorf im Garten der Frauen

Innerhalb des 2001 angelegten Garten der Frauen auf dem Friedhof Ohlsdorf wird mit einer „Erinnerungsspirale“ aus verschieden gestalteten Sandsteinen bedeutender Hamburger Frauen gedacht. Innerhalb dieser Skulptur befindet sich auch ein Erinnerungsstein für Erna Stahl und Margaretha Rothe.
Nach Stahl wurde 2008 der Erna-Stahl-Ring im Neubaugebiet Am Anzuchtgarten in Hamburg-Ohlsdorf benannt. Diese Straße befindet sich nur wenige Gehminuten von der Albert-Schweitzer-Schule im Schluchtweg entfernt.
Im ehemaligen Zuchthaus Cottbus wurde am 10. Dezember 2013 vom Menschenrechtszentrum Cottbus eine Dauerausstellung eröffnet, bei der in einem Abschnitt die neun Frauen der Hamburger Weißen Rose, insbesondere Traute Lafrenz, Margaretha Rothe und Erna Stahl, gewürdigt werden.

## Schriften
- Erna Stahl (Hrsg.): Jugend im Schatten von gestern. Aufsätze Jugendlicher zur Zeit. Köhler Verlag, Hamburg 1948
- Erna Stahl: Im Kreislauf des Jahres. Ein Lesebuch für Oberschulen. Köhler Verlag, Hamburg 1946ff. [Mehrbändiges Lesewerk]
- Erna Stahl: Ein Bild der Lichtwarkschule. [Hamburg 1975]